# Rainis

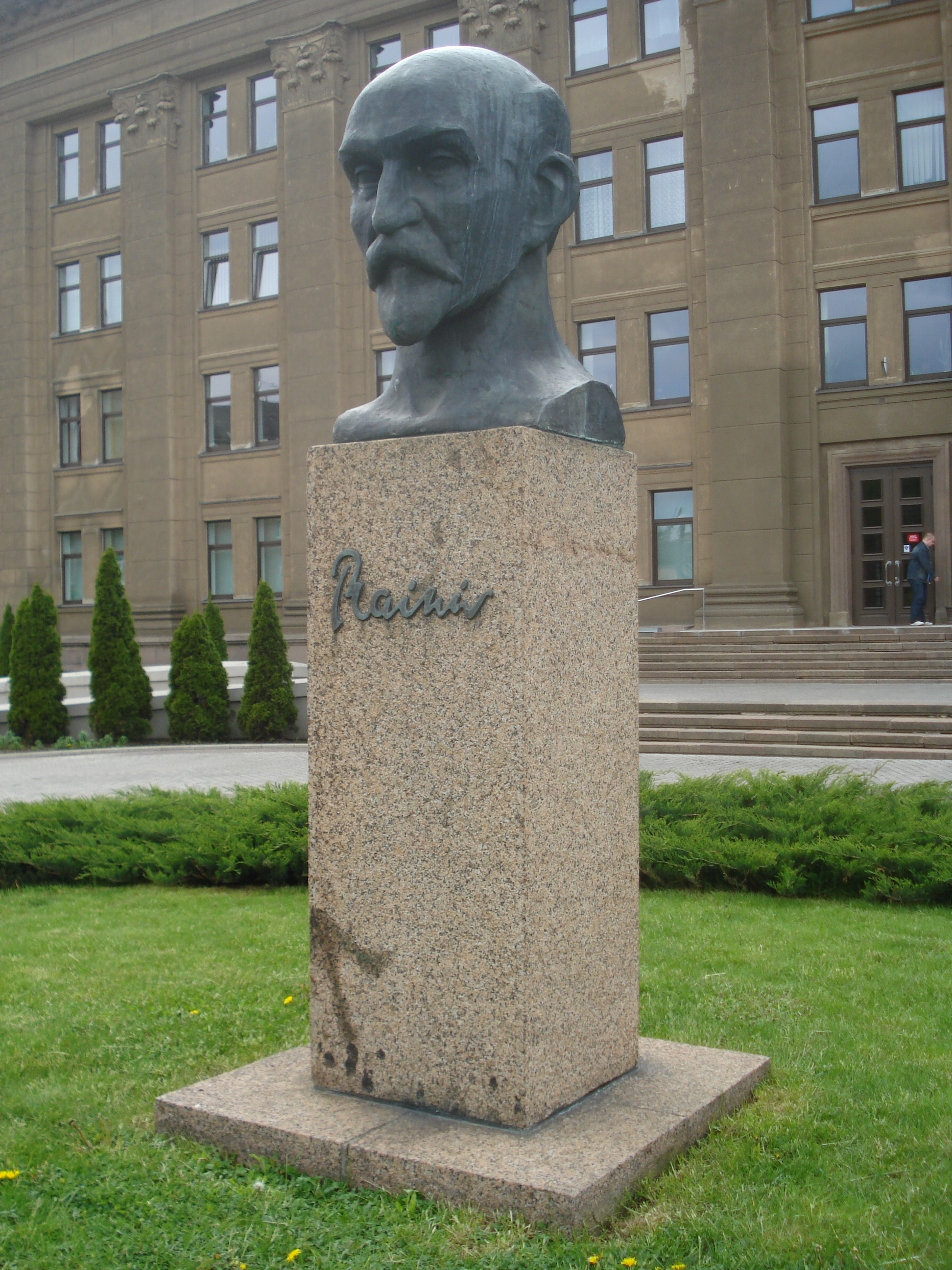
buste de Rainis à Daugavpils

Rainis, pseudonyme de Jānis Pliekšāns (né le 11 septembre 1865 à Dunava, Jēkabpils et mort le 12 septembre 1929 à Jūrmala) est un écrivain et poète letton. Il est surnommé le « Goethe letton » en raison de l'ampleur de son œuvre.
De famille bourgeoise, il se tourne vers les idées révolutionnaires. Il est l'auteur de nombreuses œuvres (poésies, romans et pièces de théâtre) et traductions (notamment Goethe), dont Uguns un Nakts (1905) et Gals un sākums (1912) font partie du Canon culturel letton. Avocat de formation, il est également une personnalité politique de premier plan, militant jusqu'à sa mort aux côtés du Parti social démocrate letton.

## Biographie
Jānis Pliekšāns est né le 11 septembre 1865 sur le domaine "Varslavāni" dans le canton Dunavas en Lettonie. Ses parents Krišjānis (vers 1828–1891) et Dārta (vers 1828–1899) louaient une petite parcelle de terrain à Tadenava, avant de déménager dans la région de Daugavpils. Dans la famille, il y avait trois enfants : Jānis, Līze (1854-1897) et Dora (1870-1950).
Jānis Pliekšāns commence ses études à la pension Vilkumiesta chez O.Svenson. Puis, il poursuit à l'école allemande de Grīva ( Daugavpils) de 1875 à 1879. Au mois de janvier 1880, il entre au Gymnase de Riga, dans la section classique. À cette époque, il apprend le latin et le grec, il étudie la littérature classique étrangère et commence à s'intéresser au folklore letton. C'est à cette période qu'il écrit ses premiers poèmes.
Jānis Pliekšāns poursuit ses études à la faculté de Droit de Saint-Pétersbourg où il se noue d'amitié avec Pēteris Stučka. De 1888 à 1889, il travaille dans le tribunal de Vilnius, puis il s'installe comme avocat à Jelgava. De 1891 à 1895 il est rédacteur du journal progressiste "Dienas Lapa".
En 1896, il passe une courte période à Berlin, puis il travaille comme notaire à Panevėžys, où il est arrêté au mois de mai 1897.
Accusé d'être l'animateur du mouvement intellectuel aux idées révolutionnaires, le  Nouveau Courant (letton : Jaunā strāva), Rainis est écroué à la prison à Liepāja puis à Riga. Il est par la suite condamné à cinq ans d'exil à Pskov, puis, à Slobodskoï (1897—1903), où, en 1897, il se marie avec Aspazija (pseudonyme d'Elza Pliekšāne, née Rozenberga), écrivain elle aussi.
Rainis est un des animateurs intellectuel de la révolution lettonne de 1905 qui se solde par un échec.
Redoutant de nouvelles persécutions, Aspazija et lui partent pour la Suisse le 31 décembre 1905. Le couple s'installe à Castagnola, un village situé dans les environs de Lugano. De cette période datent ses pièces Cheval d'or ("Zelta zirgs" 1909), Indulis et Arïa ("Indulis un Ārija" 1912), Je joue, je danse ! ("Spēlēju, dancoju" 1915) et la tragédie Joseph et ses frères ("Jāzeps un viņa brāļi" 1906-1914). En 1916, dans son poème Daugava Rainis l'un des premiers intellectuels à porter l'idée d'une Lettonie indépendante.
Son exil durera de 1906 à 1921. Après l'indépendance, il devient ministre de l'éducation de décembre 1926 à janvier 1928, mais il n'obtiendra jamais les fonctions de Président de la République auxquelles il aspirait.
Il décède des suites d'une maladie cardiaque le 12 septembre 1929. À sa mort, un hommage national lui est rendu. Il est inhumé au Nouveau cimetière de Riga qui, la même année, fut renommé en son nom Cimetière Rainis. En 1935, on inaugure un monument à son effigie à l'entrée du cimetière. Sa statue a également été érigée sur l'esplanade de Riga.

## Œuvres de Rainis
- Tālas noskaņas zilā vakarā (1903)
- Vētras sēja (1905)
- Zelta zirgs (1909)
- Klusā grāmata (1909)
- Ave sol! (1910)
- Tie, kas neaizmirst (1911)
- Indulis un Ārija (1911)
- Pūt, vējiņ! (1913)
- krauklītis (1917)
- Jāzeps un viņa brāļi (1919)
- Daugava (1919)
- Spēlēju, dancoju (1919)
- Zelta sietiņš (1920)
- Iļja Muromietis (1922)
- Lellīte Lollīte (1924)
- Puķu lodziņš (1924)
- Vasars princīši un princeses (1924)
- Putniņš uz zara (1925)
- Saulīte slimnīcā (1927)
- Rīgas ragana (1928)

## Photos

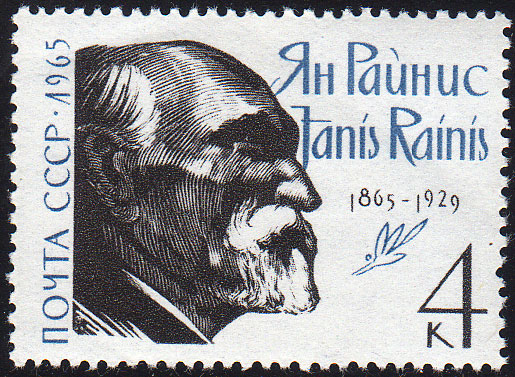
Timbre soviétique - 100 ans de la naissance de Rainis (1965)
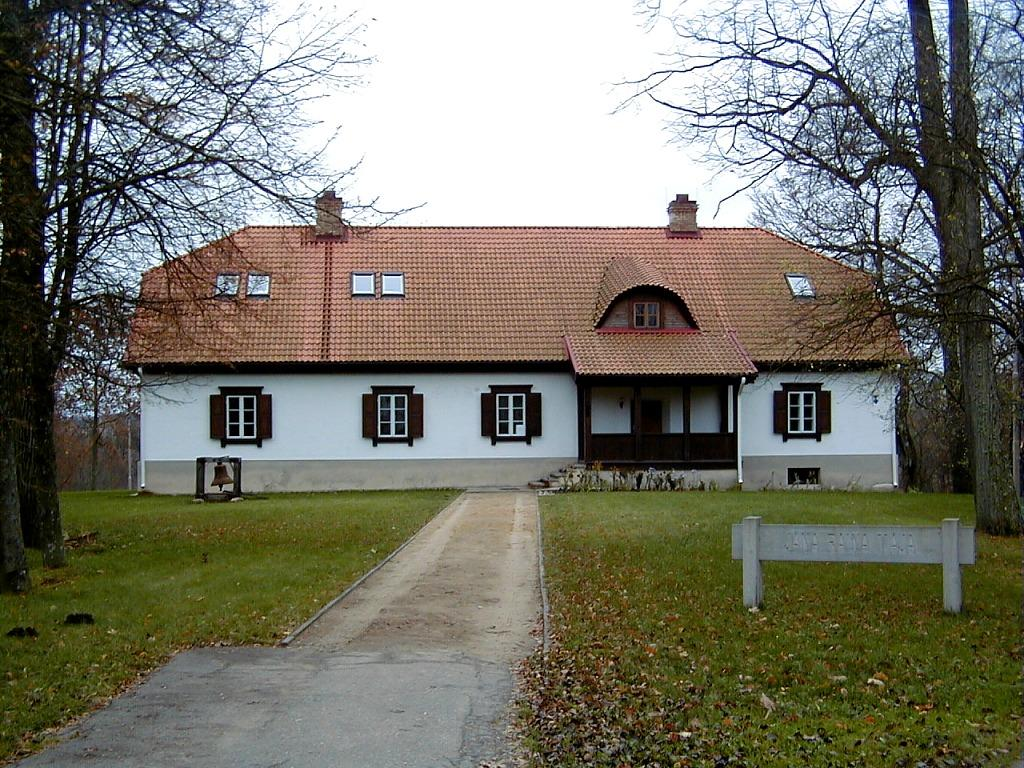
musée de Rainis à Birkineļi (2000)
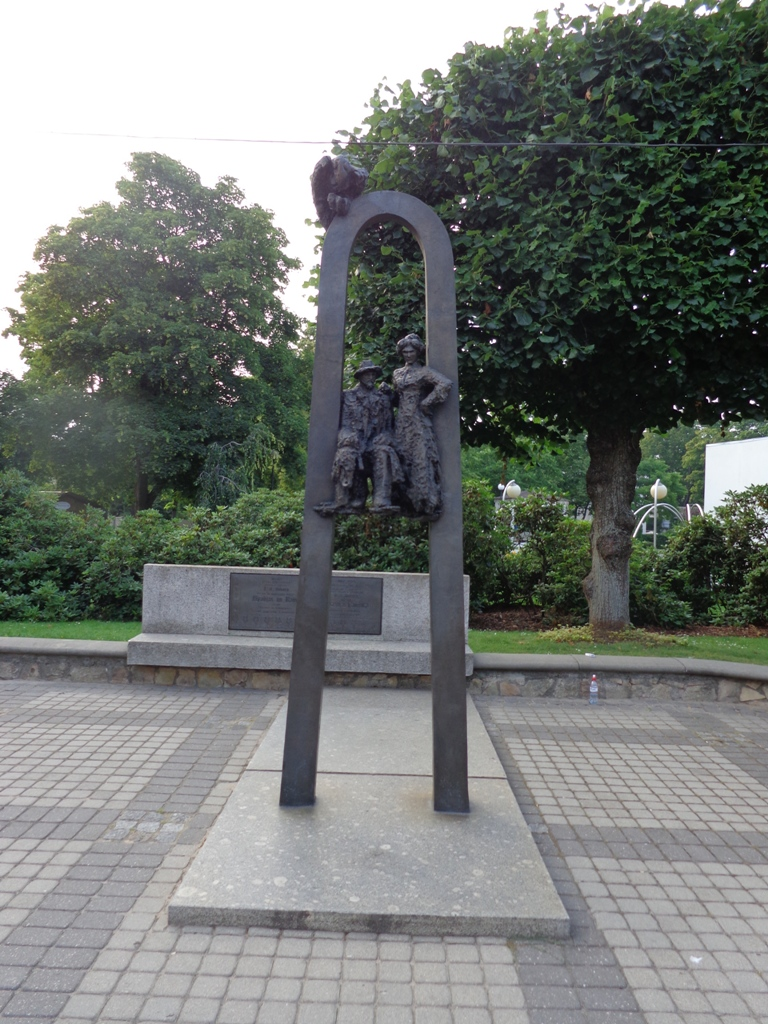
monument d'Aspazija et Rainis à Jūrmala
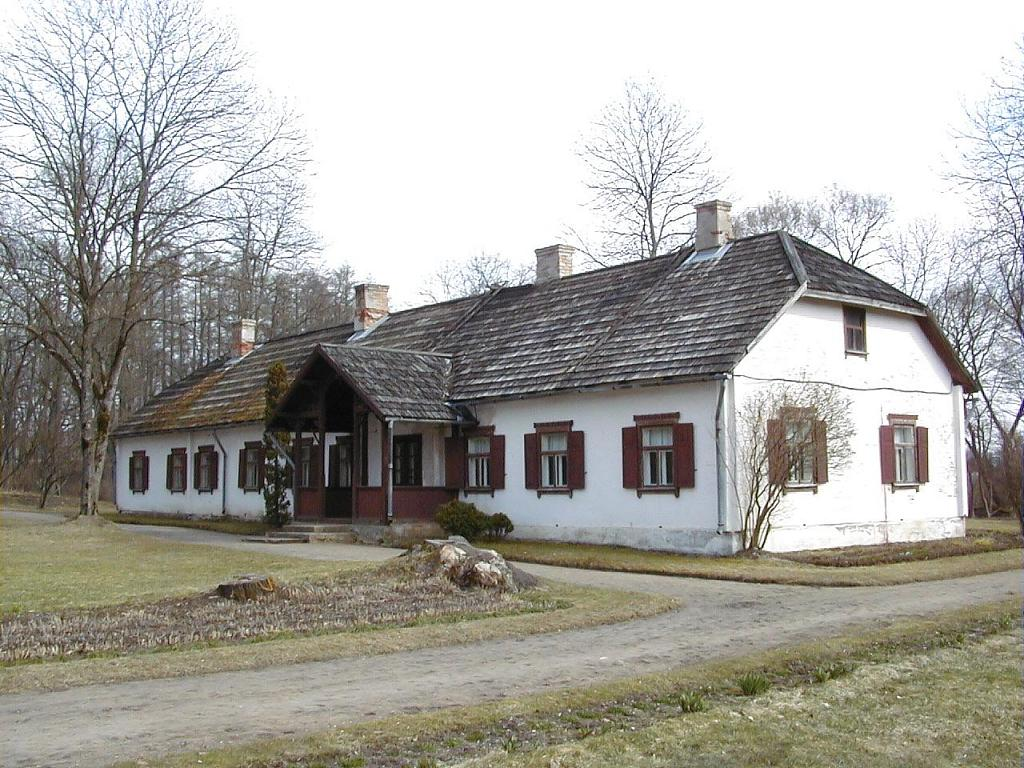
Jasmuiža - musée de Rainis à Aizkalne (2001)
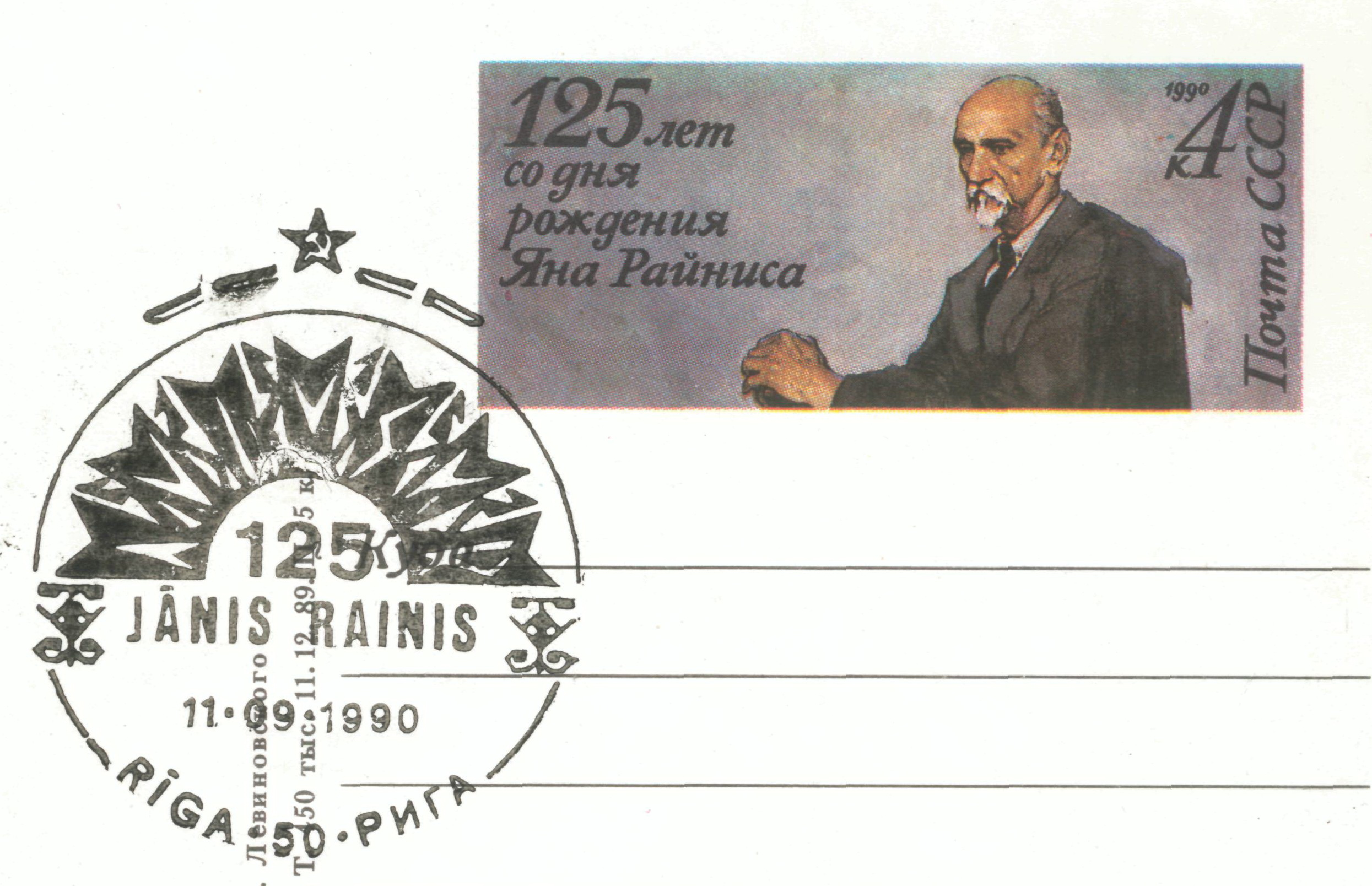
timbre soviétique à l'effigie de Rainis(1990)
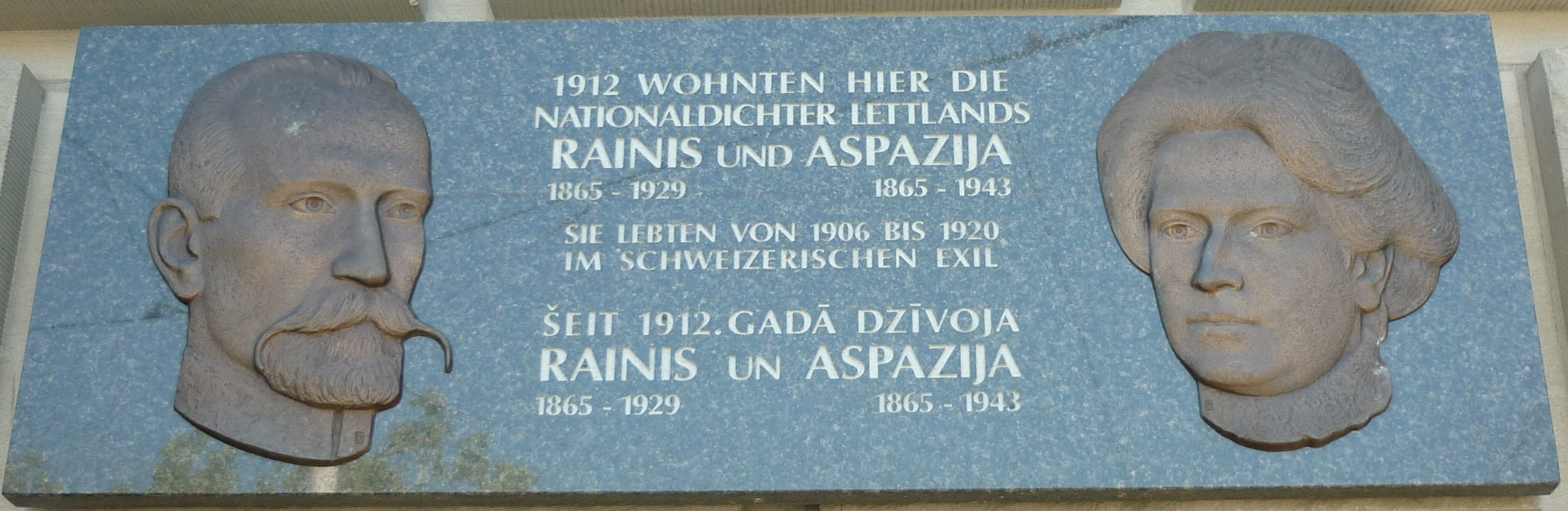
plaque commémorative Rainis et Aspazija, Usteristrasse 14, Zurich
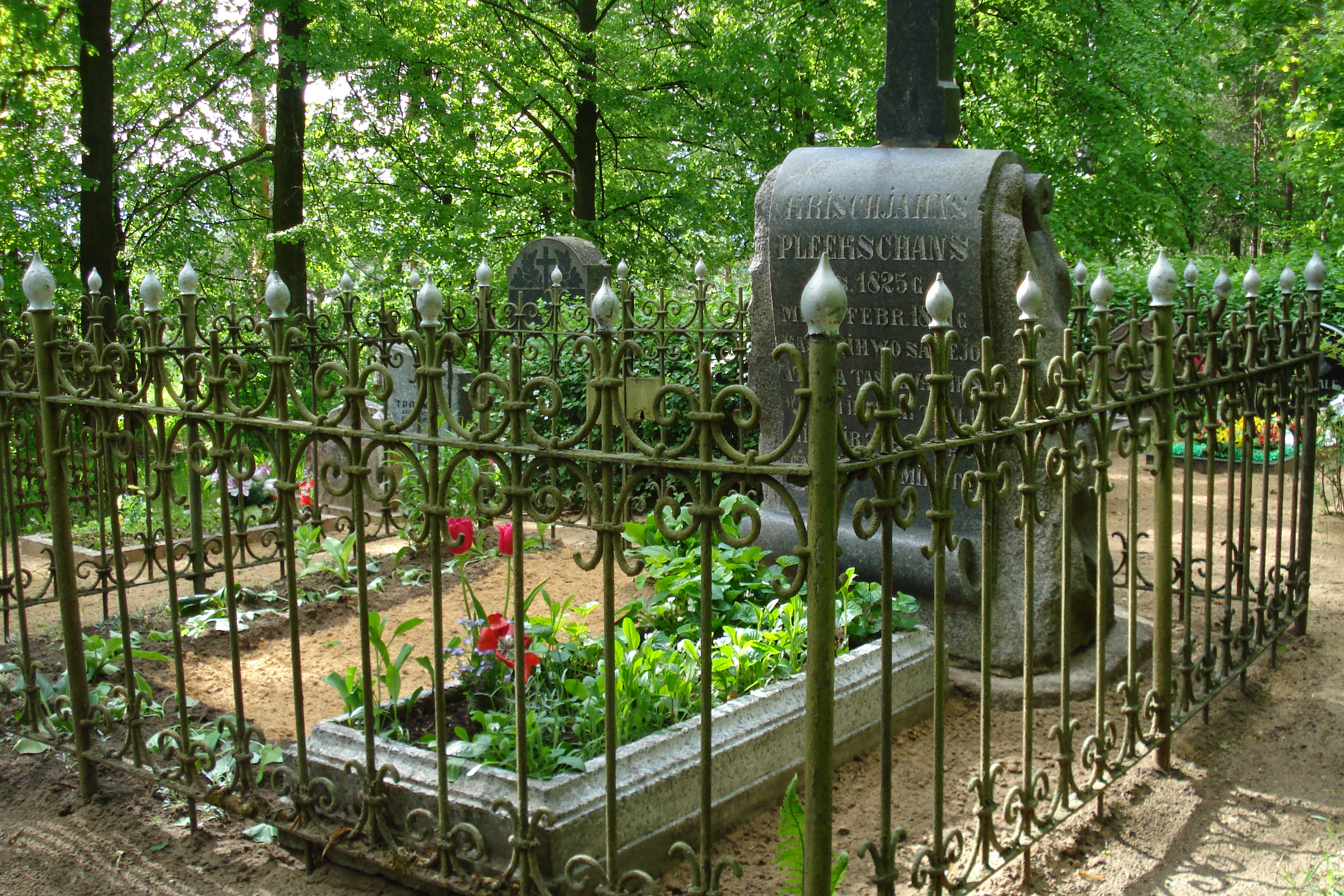
tombe du père de Rainis au cimetière luthérien de Daugavpils